# 트랜스포터: 시리즈
《트랜스포터: 시리즈》(영어: Transporter: The Series)는 2012년부터 2014년까지 방영된 텔레비전 드라마로, 뤽 베송과 로버트 마크 캐먼의 《트랜스포터》 시리즈의 드라마화이다.